# Анналы краковских мансионариев
Анналы краковских мансионариев лат. Annales mansionariorum Cracowiensium — фрагмент исторических записок на латинском языке, ведшихся с кон. XIV в. мансионариями краковского епископа. В части до 1378 г. основаны на польских "Анналах Святого Креста". Сохранились в рукописи XVI в. Охватывают (в сохранившейся части) период с 1082 по 1544 гг. Содержат сведения по истории Польши главным образом в контексте семейных дел Ягеллонов. 

## Издания
- Annales mansionariorum Cracowiensium / ed. W. Ketrzynski // MPH, T. 5. Lwow, 1888, p. 890-896.

## Переводы на русский язык
- Анналы краковских мансионариев в переводе А. С. Досаева на сайте Восточная литература